# Cerisy-la-Salle
Cerisy-la-Salle är en kommun i departementet Manche i regionen Normandie i norra Frankrike. Kommunen ligger i kantonen Cerisy-la-Salle som tillhör arrondissementet Coutances. År 2022 hade Cerisy-la-Salle 1 026 invånare.

## Befolkningsutveckling
Antalet invånare i kommunen Cerisy-la-Salle
| Referens: INSEE |